# St. Jakobus (Abenberg)
Koordinaten: 49° 14′ 33,1″ N, 10° 57′ 38,7″ O
Die katholische Pfarrkirche St. Jakobus in Abenberg, einer Stadt im mittelfränkischen Landkreis Roth in Bayern, wurde zu großen Teilen in der zweiten Hälfte des 11. Jahrhunderts errichtet. Die Stadtpfarrkirche im Zentrum der Altstadt von Abenberg ist ein geschütztes Baudenkmal und ist dem Kirchenpatron Jakobus dem Älteren geweiht. Die Pfarrei St. Jakobus Abenberg gehört zum Dekanat Roth-Schwabach in der Diözese Eichstätt.

## Lage
Die Kirche steht auf einem Hügel im westlichen Bereich der Ortsmitte und trägt die Adresse Schechsengasse 3 bzw. Kirchgasse 2.
Nördlich des Bauwerks liegt eine annähernd dreieckige Grünfläche, die anfangs den Friedhof bildete. An ihrem nördlichen Zugang steht ein steinernes Kriegerdenkmal zum Gedenken an die Gefallenen und Vermissten des Ersten Weltkriegs. Es wird von einer Skulptur des Heiligen Georg geschmückt, 1923 geschaffen vom Bildhauer Hench Roth. Am Postament des Denkmals befinden sich die Namenstafeln der Geehrten.
Südlich der Kirche befindet sich eine von der Pfarrgemeinde gemeinsam mit dem Caritas-Verband Deutschland unterhaltene Kita.

## Geschichte der Kirche und der Gemeinde
Die Bauzeit der Kirche wird von Fachleuten auf die Jahre 1057–1075 datiert. Sie wurde um 1070 von Gundekar II. eingeweiht. Eine Capella sanct Jakobi wurde erstmals in einer Heilsbronner Tauschnotiz um 1150 erwähnt.
Als eigenständige Pfarrei wird Abenberg im Jahr 1296 urkundlich nachgewiesen. Sie gehörte zuerst als Filiale zur katholischen Pfarrgemeinde Pfaffenhofen und galt zusammen mit der Pfarrgemeinde Spalt als Hochburg des Katholizismus.
Vom ursprünglichen Bau ist der östliche Teil der nördlichen Langhausmauer erhalten. Der Turm entstand erst zwischen 1294 und 1300. Der Chor stammt vom Ende des 15. Jahrhunderts. In den Jahren 1624 bis 1627 und 1854 bis 1857 erfolgten Erweiterungen des Langhauses nach Westen.
Der Turm erhielt 1769 seine heutige Gestalt. 1854 erfolgte die letzte bauliche Erweiterung.

## Architektur

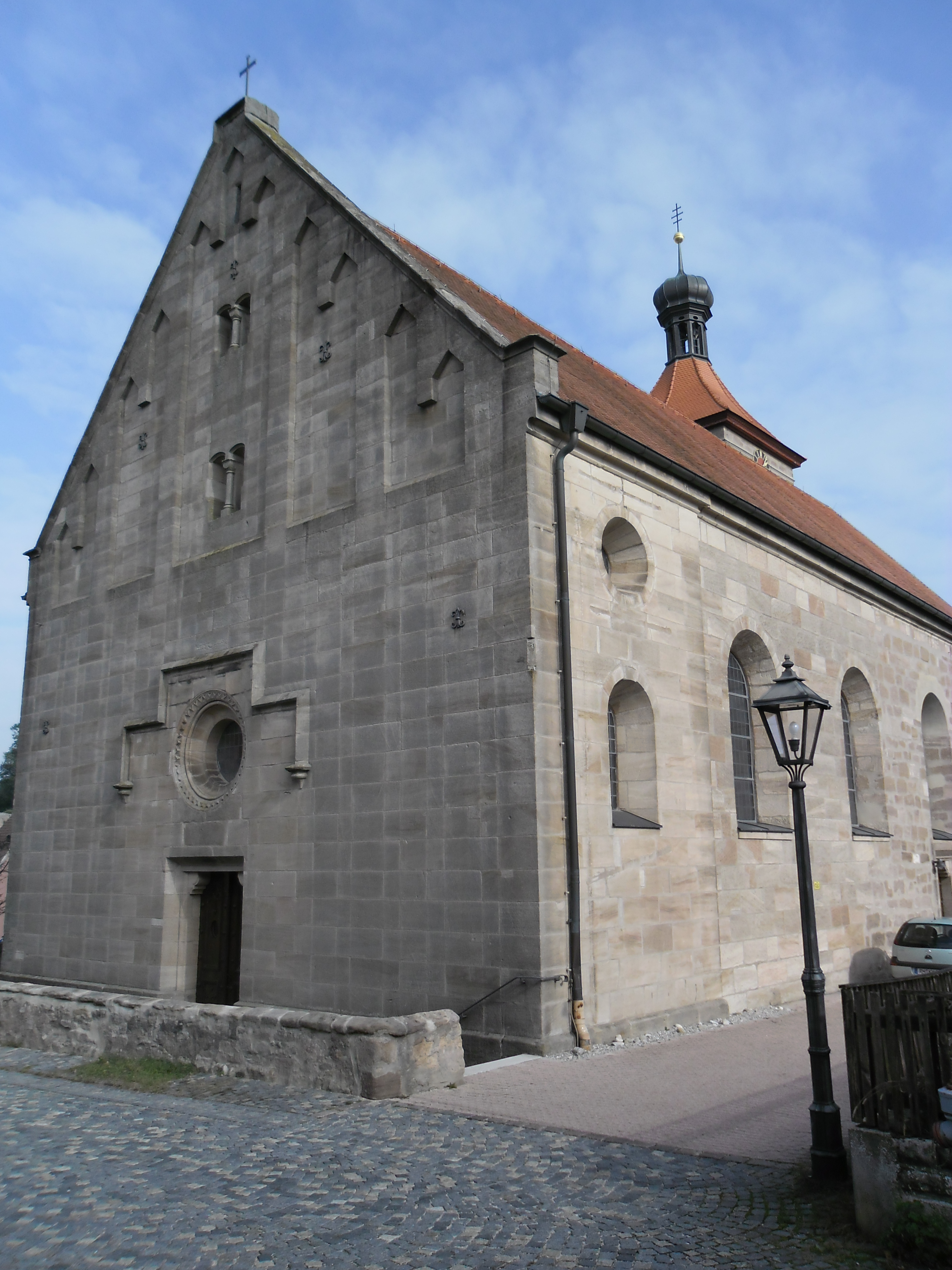
Westgiebel des Kirchengebäudes

### Außen
Der Sandsteinquaderbau mit Satteldach besitzt einen eingezogenen, dreiseitig geschlossenen Chor. Den nordöstlich angebauten seitlichen Turm deckt ein Zeltdach mit Laterne mit welscher Haube.
Darüber erhebt sich ein metallenes Kreuz auf einer Turmkugel. Der Turm hat einen quadratischen Grundriss mit Seitenlängen von circa acht Metern. Auch das Dach hat eine quadratische Grundform. Der Turmunterbau ist mit Zangenlöchern versehen, die auf seine ursprüngliche Funktion als Wehrturm verweisen.
Das Langhaus hat eine Länge von etwa 30 Meter und ist 15 Meter breit. An der Nordwand sind ein romanischer Rundbogenfries und Reste eines romanischen Portals mit zwei Säulen erhalten.
Im westlichen Giebel des Hauptschiffes befindet sich das Kirchenportal, mit einer dunkel gebeizten hölzernen zweiflügeligen Tür. Darüber lassen sechs Fenster Tageslicht in das Innere eintreten, davon ein Rundfenster unten im Zentrum, darüber paarig angeordnete Doppelfenster und ganz oben ein einzelnes schlichtes Fenster.

### Innen

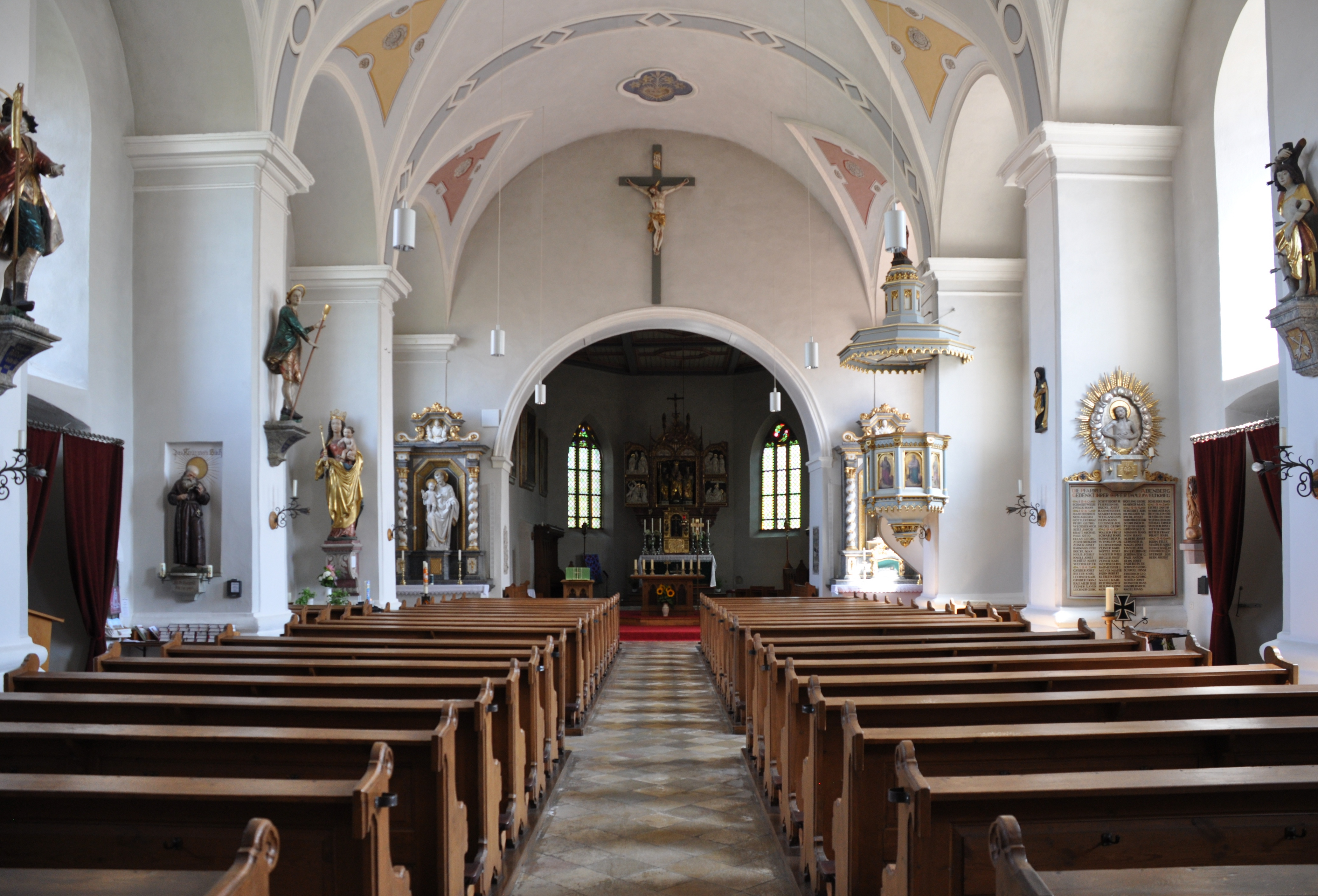
Innenansicht mit Kanzel (rechts)

Der Bau ist eine Saalkirche mit Wandpfeilern und einer Stichkappentonne. Den Chorraum schließt eine kassettierte Flachdecke ab. Die dreieckigen Zwickel zwischen den Pfeilern und dem Gewölbe sind mit unterschiedlich farbigen Flächen betont, in denen wenige einfache Ornamente eingezeichnet sind.
Die eingezogenen Wandpfeiler mit Pilastern bilden zwei Seiten-Kapellen. Das Langhaus besitzt im Westen eine Empore. An der Nordwand sind ein romanischer Rundbogenfries und Reste eines romanischen Portals mit zwei Säulen erhalten.

## Ausstattung

### Chor und Altar

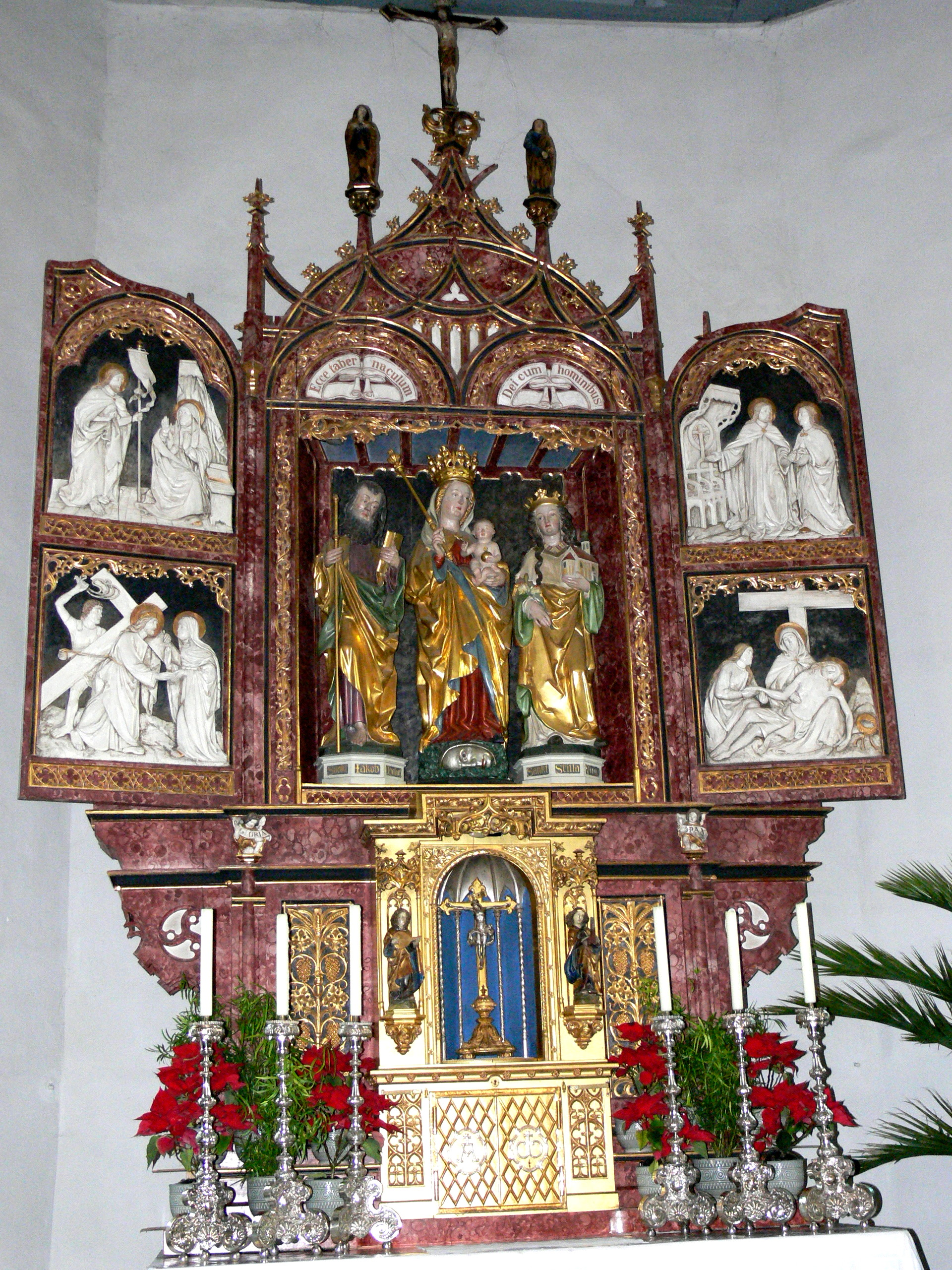
Hochaltar

Der Hochaltar ist ein geschnitzter und teilweise bemalter und vergoldeter dreiteiliger Flügelaltar. Seine ersten Elemente stammen wohl aus dem 15. Jahrhundert. Später, genauer Anfang der 1920er Jahre, kamen wesentliche Teile aus der Oberen Pfarre zu Ingolstadt hinzu: Im Schrein des Altars steht eine Muttergottes mit Kind (aus dem Jahr um 1470), daneben der Kirchenpatron Jakobus (barock) und die Stadtpatronin Stilla. Die Altarflügel zeigen in Hochreliefs Szenen aus dem Marienleben.
Am rechten Seitenaltar wird das barocke Abenberger Fatschenkindl (ein Wachsjesukind) gezeigt.
An der Nordwand des Chores befinden sich drei aus dem Kloster Marienburg stammende Gemälde mit der Darstellung: Präsentation Jesu im Tempel (um 1680, vermutlich von Kilian Stauffer), Mariens Vermählung mit Joseph und Freundschaft Christi (1734). Über der Sakristeitür steht eine Skulptur der heiligen Anna selbdritt (um 1470).

### Epitaphien, Gestühl und Taufe
An den Wänden befinden sich Epitaphien zur Erinnerung an die Amtmänner des Pflegamts Abenberg: am Chorbogen rechts der Wappenstein der Seckendorff (1498), gegenüber der Gedenkstein für ein Kind des Pflegers Alois Freiherr von Riedheim (barock), am Nordportal ein Epitaph für Johann Michael Strauß und Ehefrau Clara (1703) und am Südportal ein Epitaph für Freiherr von Ebingen (1765).
Die hölzernen Bänke sind in Reihen mit freiem Mittelgang aufgestellt, sie bieten Platz für rund 300 Besucher.
Südlich vor dem Chorraum gibt es eine Kanzel mit sechseckigem Kanzelkorb sowie ausladendem und geschmücktem Schalldeckel. An der Wand oberhalb des Triumphbogens hängt ein Kruzifix.
Die Beleuchtung des Kirchenschiffes besteht aus einfachen zylinderförmigen Deckenhängeleuchten.
Ein erhaltenes und denkmalgerecht restauriertes Wandfresko (um 1597) stellt die Taufe Jesu durch Johannes dar.
Das Kirchenschiff beherbergt eine Madonnenfigur, den Pestpatron Sebastian und in der niederbayerischen Künstlerschule Hiernle gefertigte Bauernpatrone Wendelin, Isidor und Ottilie.
Zudem befinden sich hier Gedenktafeln für den im Jahr 1927 verstorbenen Prälaten Klein und die Abenberger Toten des Zweiten Weltkriegs.

### Empore und Orgel

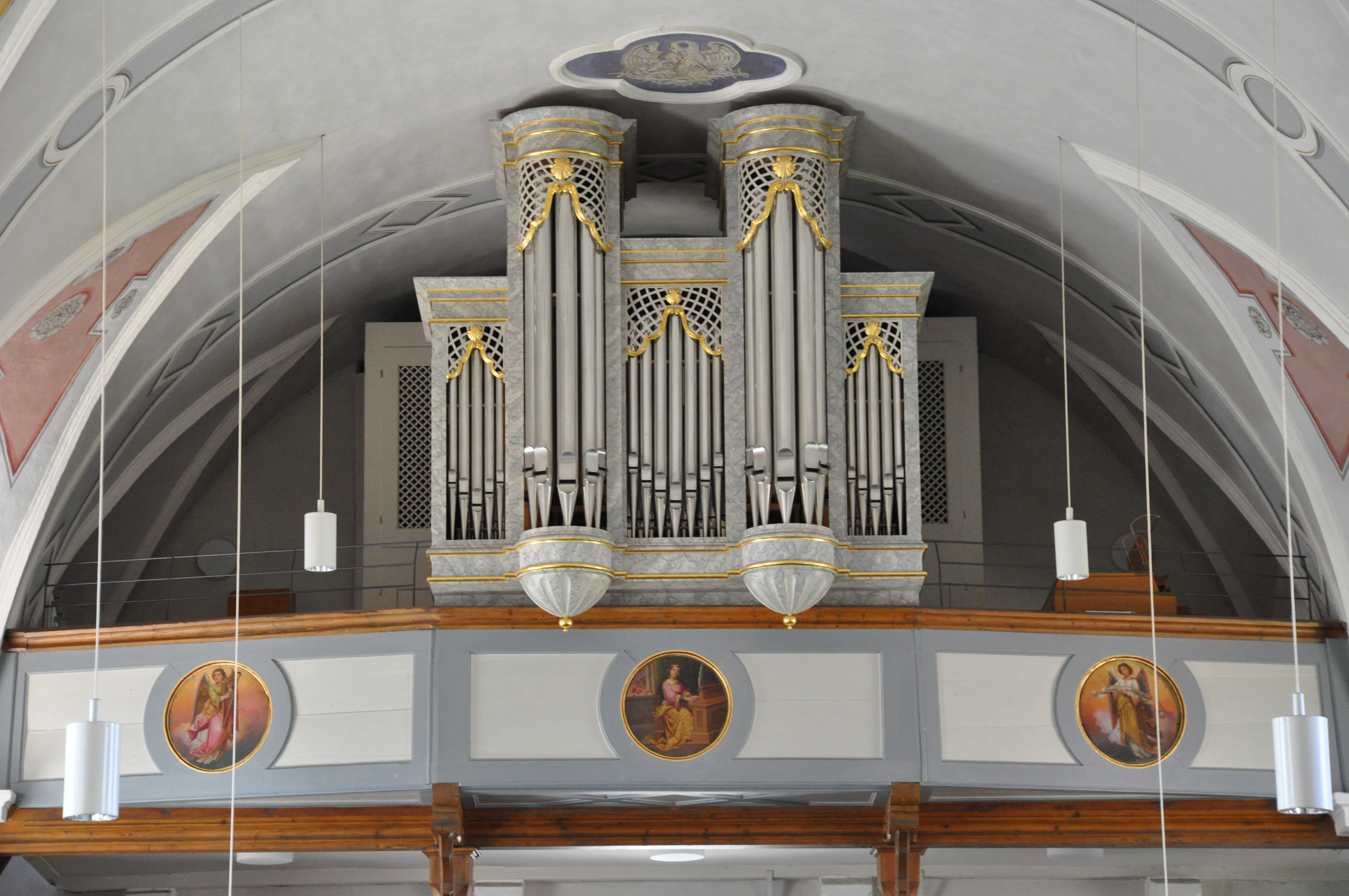
Orgel auf der Empore

Die Westempore ist in einer Rundnische eingebaut, deren hölzerne Brüstung sich leicht in den Raum hineinwölbt. Die Brüstung wird von drei runden Bildmedaillons verziert: Die beiden äußeren stellen musizierende Engel dar, das mittlere zeigt die heilige Cäcilia beim Spielen auf einem Portativ.
Die Orgel mit 25 Registern, zwei Manualen und Pedal wurde 1997 von Orgelbau Sandtner als Opus 243 errichtet. Der Orgelprospekt wird von zwei vorspringenden Pfeifentürmen beherrscht. Die Disposition lautet:
| I Hauptwerk C–g3 |            |       |
| 1.               | Bourdon    | 16′   |
| 2.               | Principal  | 8′    |
| 3.               | Gedeckt    | 8′    |
| 4.               | Octave     | 4′    |
| 5.               | Spitzflöte | 4′    |
| 6.               | Quinte     | 2 ⁄3′ |
| 7.               | Waldflöte  | 2′    |
| 8.               | Mixtur IV  | 2′    |
| 9.               | Trompete   | 8′    |

| II Schwellwerk C–g3 |            |        |
| 10.                 | Rohrflöte  | 8′     |
| 11.                 | Salicional | 8′     |
| 12.                 | Principal  | 4′     |
| 13.                 | Blockflöte | 4′     |
| 14.                 | Nasard     | 2 ⁄3′  |
| 15.                 | Octave     | 2′     |
| 16.                 | Terz       | 1 3⁄5′ |
| 17.                 | Quinte     | 1 ⁄3′  |
| 18.                 | Scharff IV | 1 ⁄3′  |
| 19.                 | Oboe       | 8′     |

| Pedal C–f1 |             |     |
| 20.        | Violon      | 16' |
| 21.        | Subbass     | 16′ |
| 22.        | Oktavbass   | 8′  |
| 23.        | Gedecktbass | 8′  |
| 24.        | Choralbass  | 4′  |
| 25.        | Fagott      | 16′ |

- Koppeln und Spielhilfen: II/I, I/P, II/P, Organo Pleno, Apelltritte für Fagott und Trompete

### Glocken
Die älteste Glocke ist über 700 Jahre alt, sie wurde um das Jahr 1300 gegossen. Die Jüngste trägt das Gussjahr 1750. Alle drei Glocken stammen vermutlich aus Nürnberg.

## Seelsorge
Pfarrer (Auswahl)
- 1977–1987: Ernst Rohbach
- 1987–2002: Georg Brenner
- 2002–2007, Juni: Alfred Grimm[10]
- seit September 2007: Stefan Brand[11]

Der jeweilige Pfarrer war und ist zugleich Präses der Kolpingsfamilie. Zum hauptamtlichen Personal der Pfarrei Abenberg gehören ein Priester, zwei Pfarrsekretärinnen, ein Pastoralpraktikant sowie ein Mesner. Ministranten, Lektoren, Kommunionhelfer, eine Organistin, die Jugendgruppe, ein Kindergottesdienst-Team, der Pfarrgemeinderat, die Kirchenverwaltung, der Katholische Deutsche Frauen-Bund Abenberg (KDFB), eine Kolpingfamilie, der Aktivkreis 60plus (=Seniorenkreis), ein Krankenbesuchsdienst sowie das Redaktionsteam des Jakobusboten (=Pfarrbrief) arbeiten ehrenamtlich im Pfarrteam.
Die katholische Pfarrgemeinde der Großgemeinde Abenberg umfasst etwa 2.800 Mitglieder (Stand Herbst 2022).